# Cynanchum analamazaotrense
Cynanchum analamazaotrense là một loài thực vật có hoa trong họ La bố ma. Loài này được Choux mô tả khoa học đầu tiên năm 1927.